# 1985 en fantasy
| Années de la fantasy : 1982 - 1983 - 1984 - 1985 - 1986 - 1987 - 1988    |
| Décennies de la fantasy : 1950 - 1960 - 1970 - 1980 - 1990 - 2000 - 2010 |

L'année 1985 a été marquée, en matière de fantasy, par les événements suivants.

## Romans - Recueils de nouvelles ou anthologies - Nouvelles
- Les Atouts de la vengeance (Trumps of Doom), sixième tome du cycle des Princes d'Ambre par Roger Zelazny
- Les Habitants des tombes par Robert E. Howard
- Les Lais du Beleriand (The Lays of Beleriand) par J. R. R. Tolkien
- Le Tertre maudit par Robert E. Howard

## Films ou téléfilms
- Kalidor, la légende du talisman (Red Sonja), réalisé par Richard Fleischer
- Legend, réalisé par Ridley Scott